# HLE 26
De locomotief HLE 26 was een type elektrische locomotief van de NMBS uit de jaren 1960. In 1964 en 1965 werden vijf prototypen gebouwd als type 126 met de nummers 126.001-126.005. Vanaf 1969 volgde de eerste serie van vijftien exemplaren met de nummers 126.101-126.115. In 1971 werd de serie vernummerd in een aaneengesloten reeks 26 met de nummers 2601-2620. De in 1969 bestelde vervolgserie van nog eens vijftien exemplaren werd in 1971 en 1972 gelijk met de nieuwe nummers 2621-2635 afgeleverd. Het type 126/reeks 26 behoort nog tot de klassieke generatie van het type 122/reeks 22. 
Het merendeel van deze locs is te vinden in combinatie met elkaar of (eveneens in treinschakeling multiple geschakeld) met locomotieven van het type 123/reeks 23, in de zware goederendienst. De eerste vijf stuks van deze reeks waren prototypes, en deze hebben een lager vermogen: 2240 kW de overige 30 hebben 2470 kW.
Een aantal aanpassingen zoals die bij eerdere reeksen werd doorgevoerd, werden ook bij de reeks 26 aangebracht, zoals het voorbereiden voor plaatsing van een automatische koppeling, dubbele frontseinen bij alle locs en het voorzien van alle locs van mogelijkheden tot het multiple rijden met de reeks 23.
Al van het begin kampten de locomotieven met relatief veel problemen. In het begin waren het vooral de tandwielkasten (van de draaistellen) die zorgden baarden, dat werd later opgelost. Niet makkelijk op te lossen bleek de onrustige loop. Ook defecten en schades aan de overbrenging (waarbij gebruikgemaakt werd van cardanassen in plaats van tandwielen) was een veelvuldig terugkerend probleem en zorgde voor langdurig en duur herstel. Ten slotte was het remgedrag van de locomotief nogal nukkig, wat juist op hellingrijke lijnen zoals lijn 162 een probleem kon vormen en ook tot meerdere ongevallen heeft geleid.
Tussen 2009 en 2011 waren er enkele locomotieven nodig om in sandwich-vorm te rijden met de laatst geleverde M6-rijtuigen. Dit door de late levering van de HLE 18 en 19.
In het jaar 2011 werden deze locomotieven buiten dienst gesteld en vervangen. De 2629 bleef als enige loc van deze reeks bewaard door TSP: Link. 

## Foto's

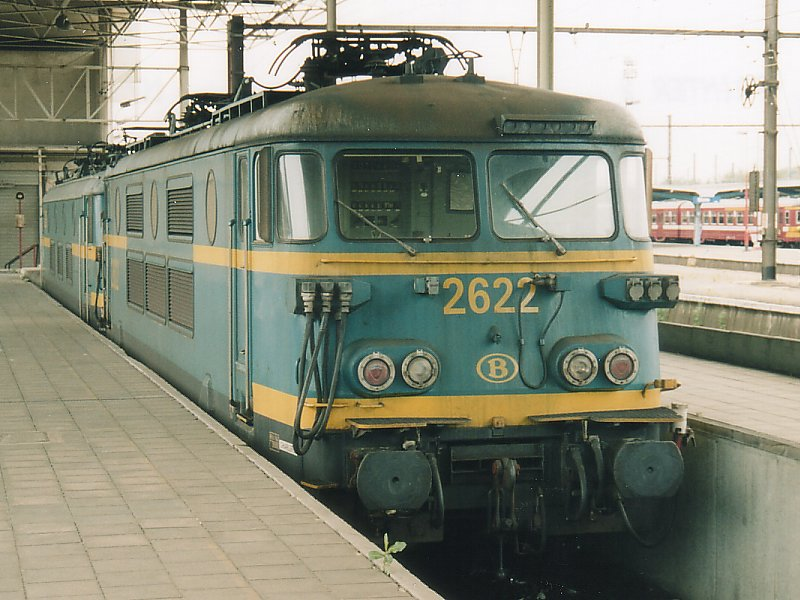
Locomotief 2622 op het station van Bergen, met een aangekoppelde reeks 23.
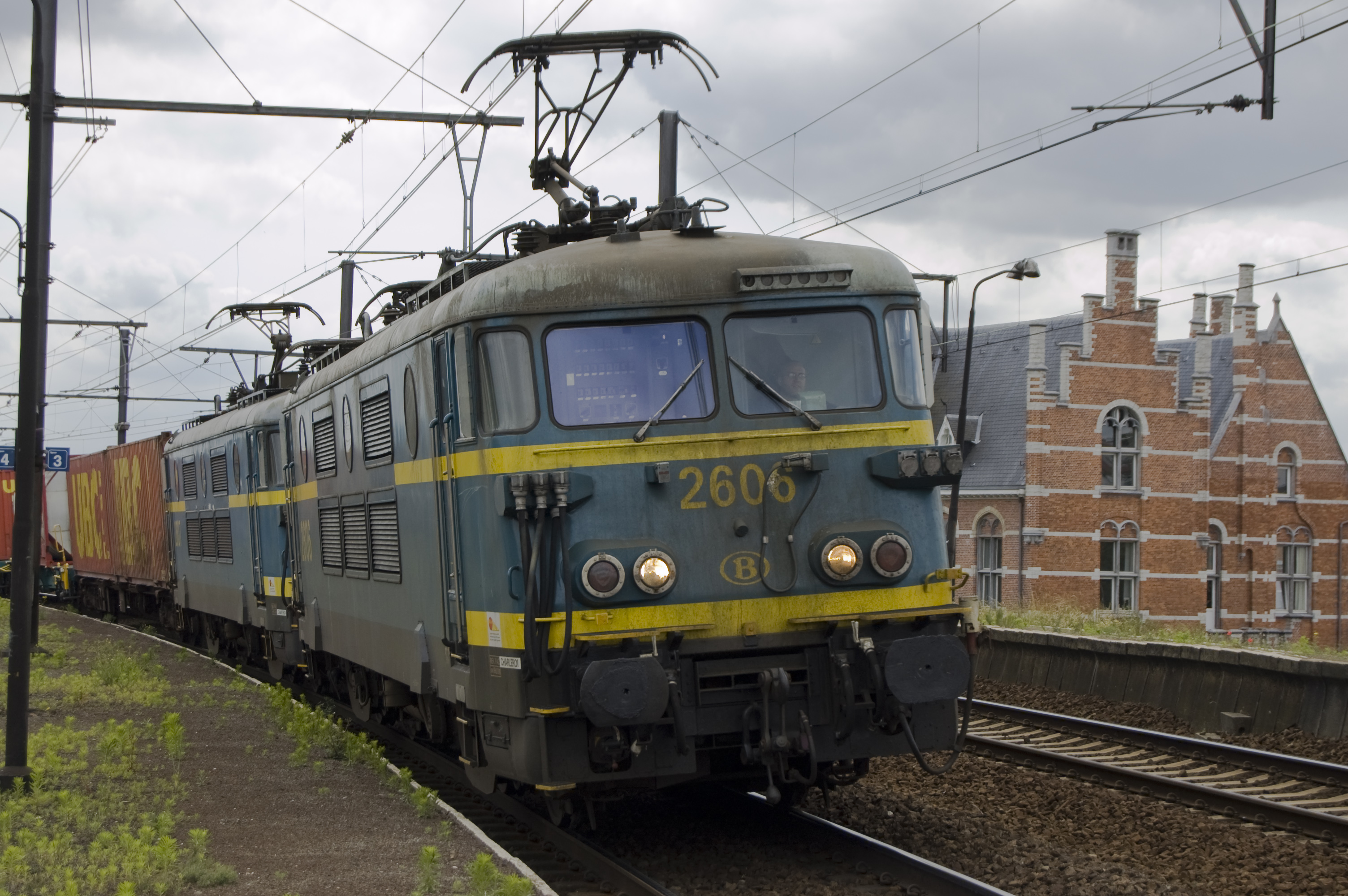
Locs 2606 en 2607 in treinschakeling
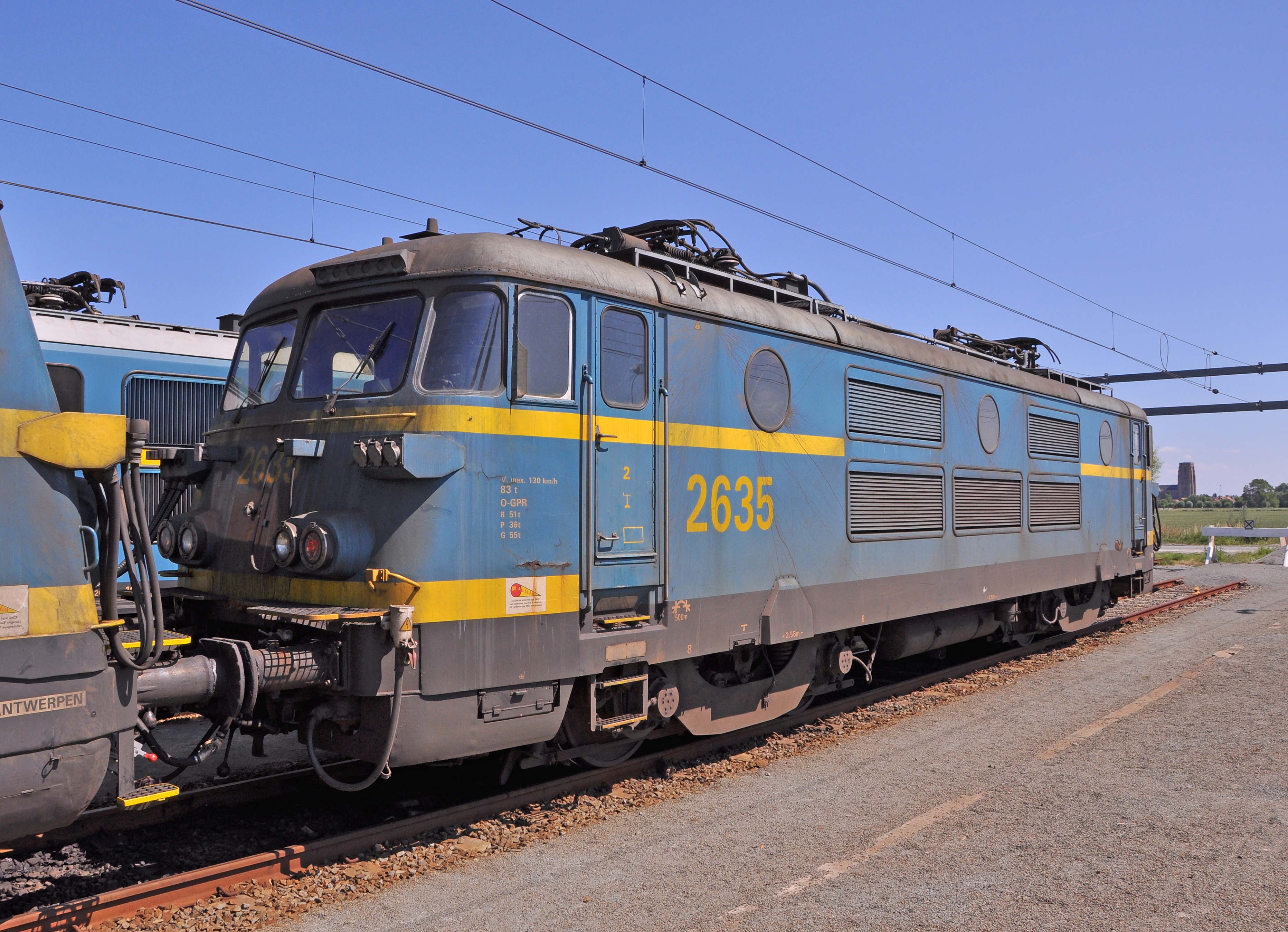
Loc 2635 in het station van Zwankendamme (Brugge)